# Sonorawoestijn
De Sonorawoestijn of Sonoraanse Woestijn (Engels: Sonoran Desert, soms ook: Gila Desert, Spaans: Desierto de Sonora, soms ook: Desierto de Gila) is een woestijn in Mexico en de Verenigde Staten. Hij heeft een oppervlakte van zo'n 320.000 km² en bevindt zich in de Mexicaanse staten Sonora, Baja California en Baja California Sur en in de Amerikaanse staten Californië en Arizona. Het is een van de heetste en droogste streken van Noord-Amerika en de heetste woestijn van Mexico.
In het noorden grenst de Sonorawoestijn aan de Mojavewoestijn en in het oosten aan de Chihuahuawoestijn.
Een van de hoogste punten is de Baboquivari. De Salton Sea, die in 1905 per ongeluk ontstond, vormt het grootste permanente meer van de Sonorawoestijn.

## Flora en fauna
In de woestijn komt een aantal unieke plantensoorten voor, zoals de saguaro en de orgelpijpcactus. Ook de ocotillo (Fouquieria splendens) en de (gewone) chuckwalla, een hagedissensoort, komen in deze woestijn voor.
Het Arizona-Sonora Desert Museum is een botanische tuin, dierentuin en natuurhistorisch museum dat zich richt op de flora, fauna en natuurlijke historie van de Sonorawoestijn. Het museum is gevestigd in Pima County (Arizona), 19 kilometer ten westen van Tucson. Ook de Desert Botanical Garden in Phoenix heeft planten uit de Sonorawoestijn in zijn collectie.
Verder komen er zo'n 300 verschillende soorten vogels voor, waaronder de grote renkoekoek, en een aantal hagedissensoorten, waaronder het Gilamonster. Ook de tijgersalamander komt er voor.

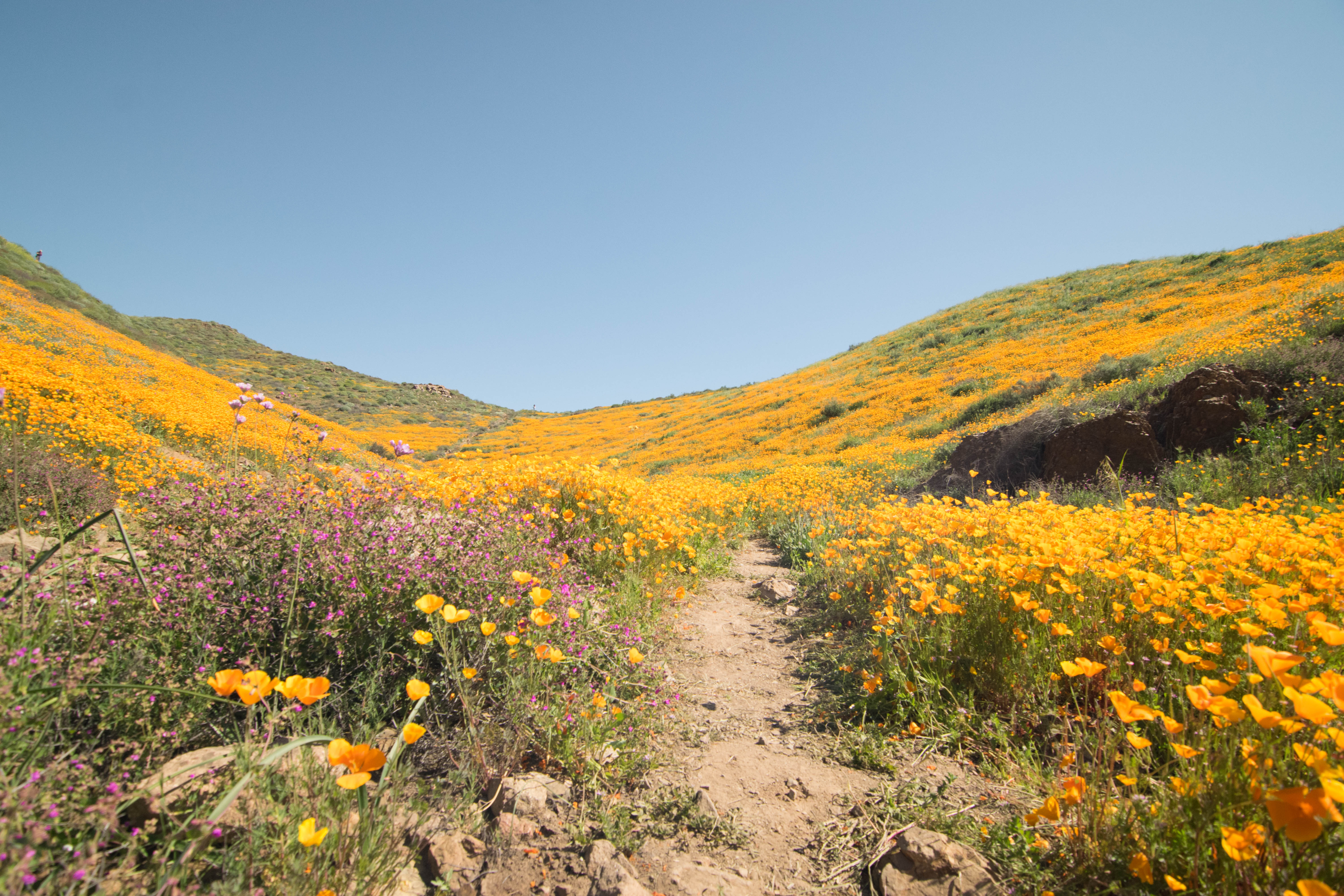
"Super"-bloei van woestijnbloemen in maart 2017 door unieke weersomstandigheden
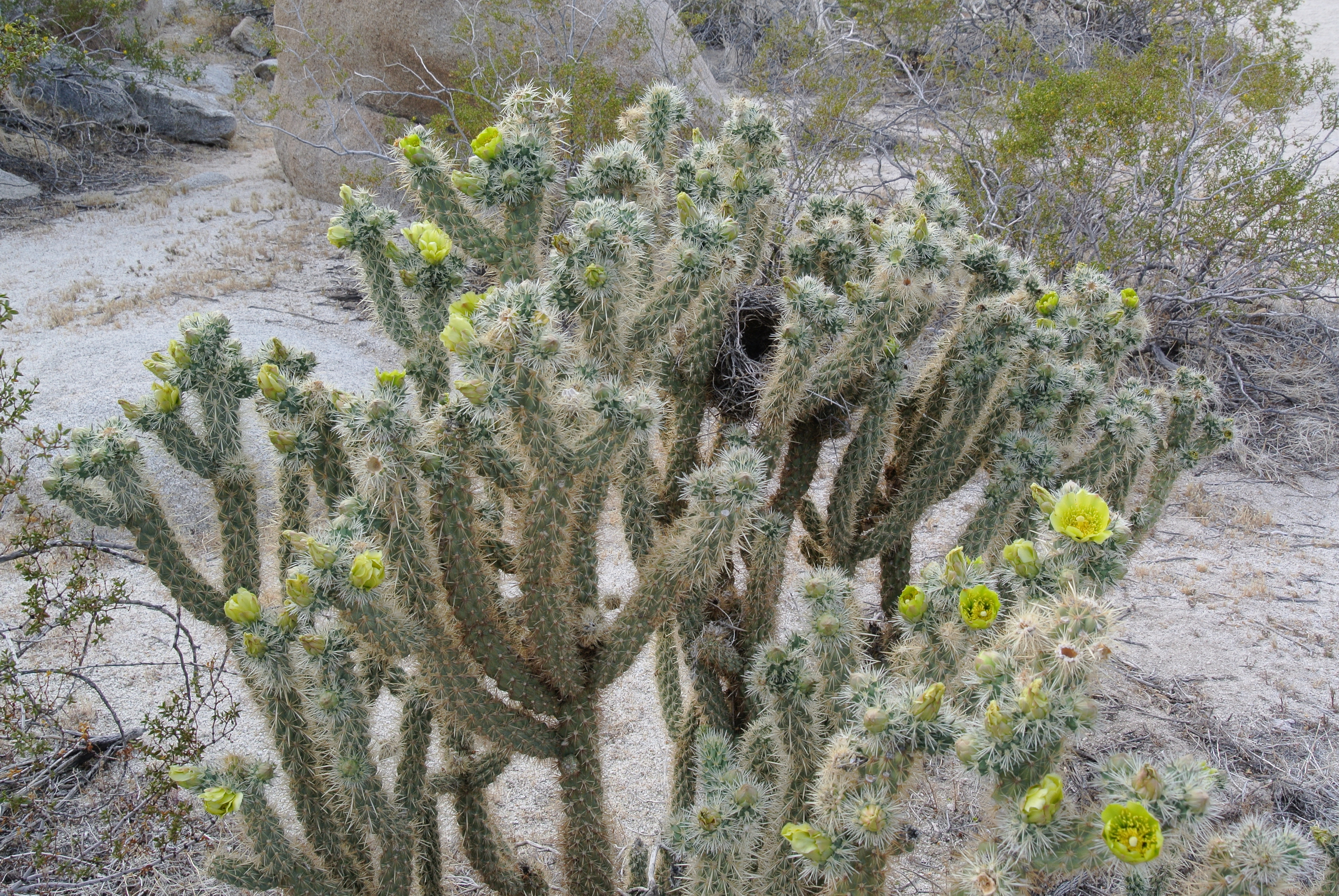
Cholla-cactus met vogelnest

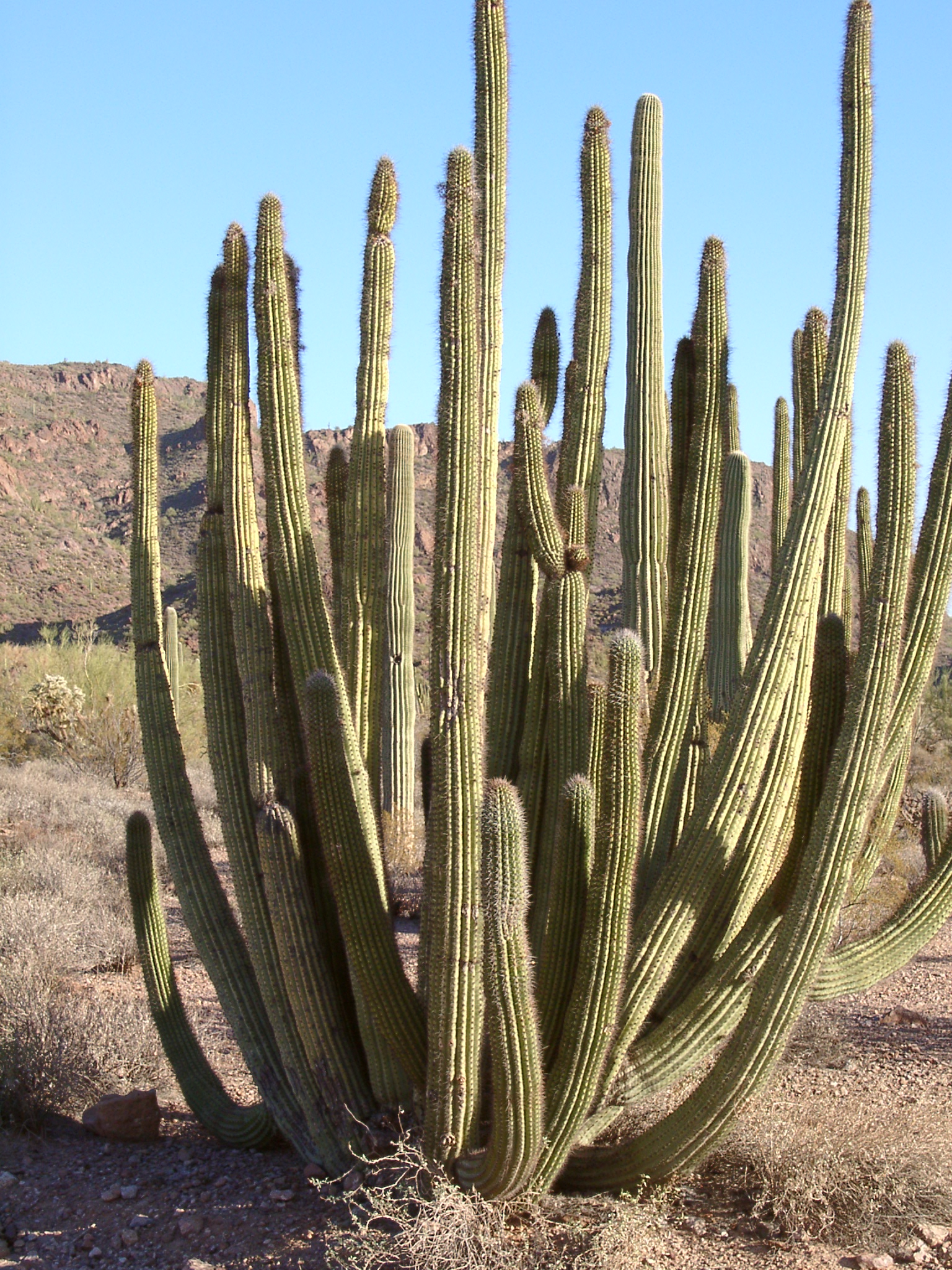
Orgelpijpcactus
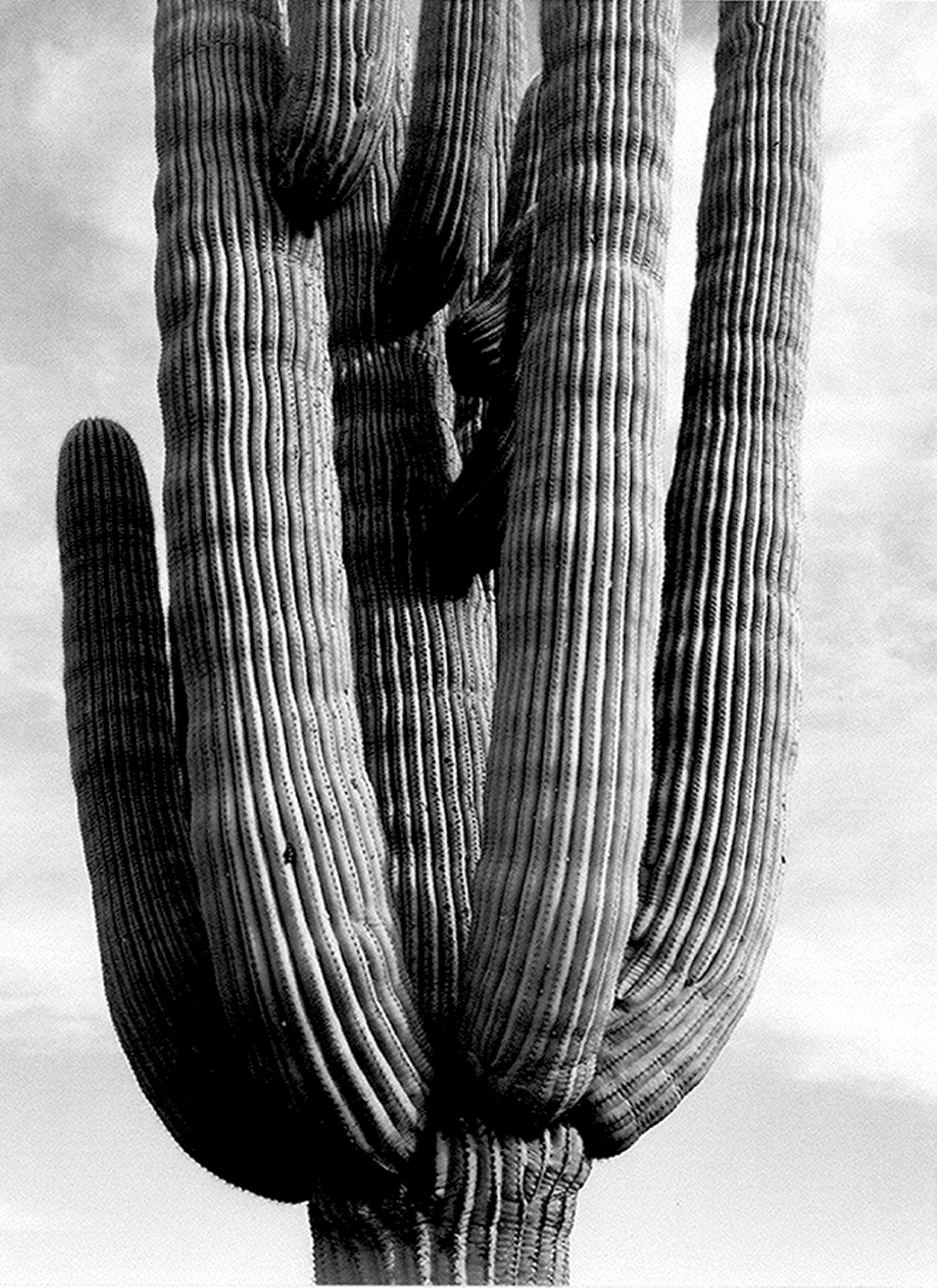
Saguaro
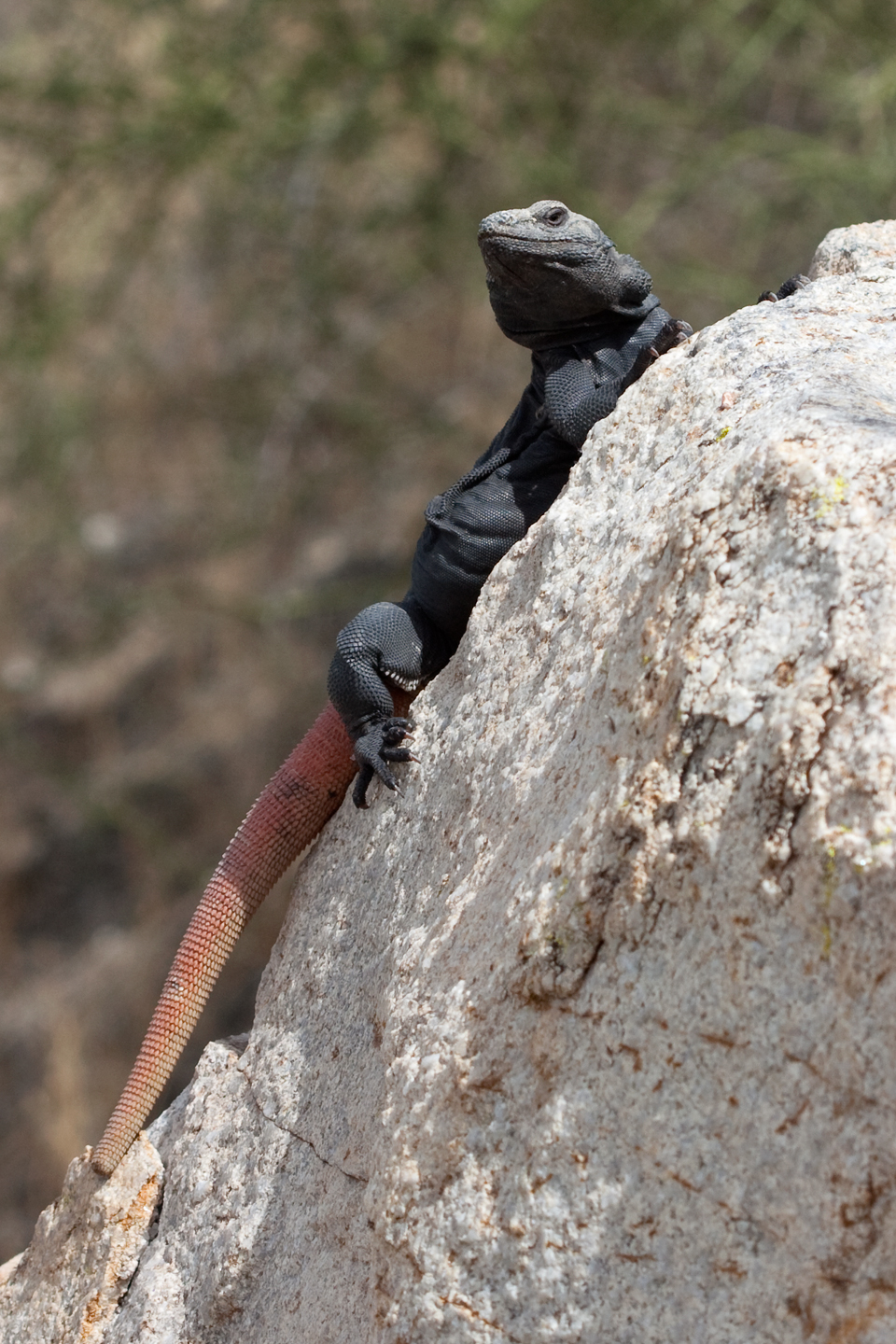
Gewone chuckwalla

## Nationale Parken, Historische Monumenten en Natuurreservaten
In het Amerikaanse deel van de Sonorawoestijn liggen de volgende Nationale parken, National Monuments en Natuurreservaten:
- Sonoran Desert National Monument
- Saguaro National Park
- Anza-Borrego Desert State Park
- Cabeza Prieta National Wildlife Refuge
- Joshua Tree National Park (enkel het lagere oostelijke deel)
- Organ Pipe Cactus National Monument
- Kofa National Wildlife Refuge

## Bevolking
In de Sonorawoestijn zijn een aantal grote steden te vinden. Dit zijn o.a.:
- Phoenix
- Tucson
- Mexicali
- Hermosillo
- Indio

Enkele kleinere steden zijn El Centro, Palm Desert, Coachella en Palm Springs.

## Afbeeldingen

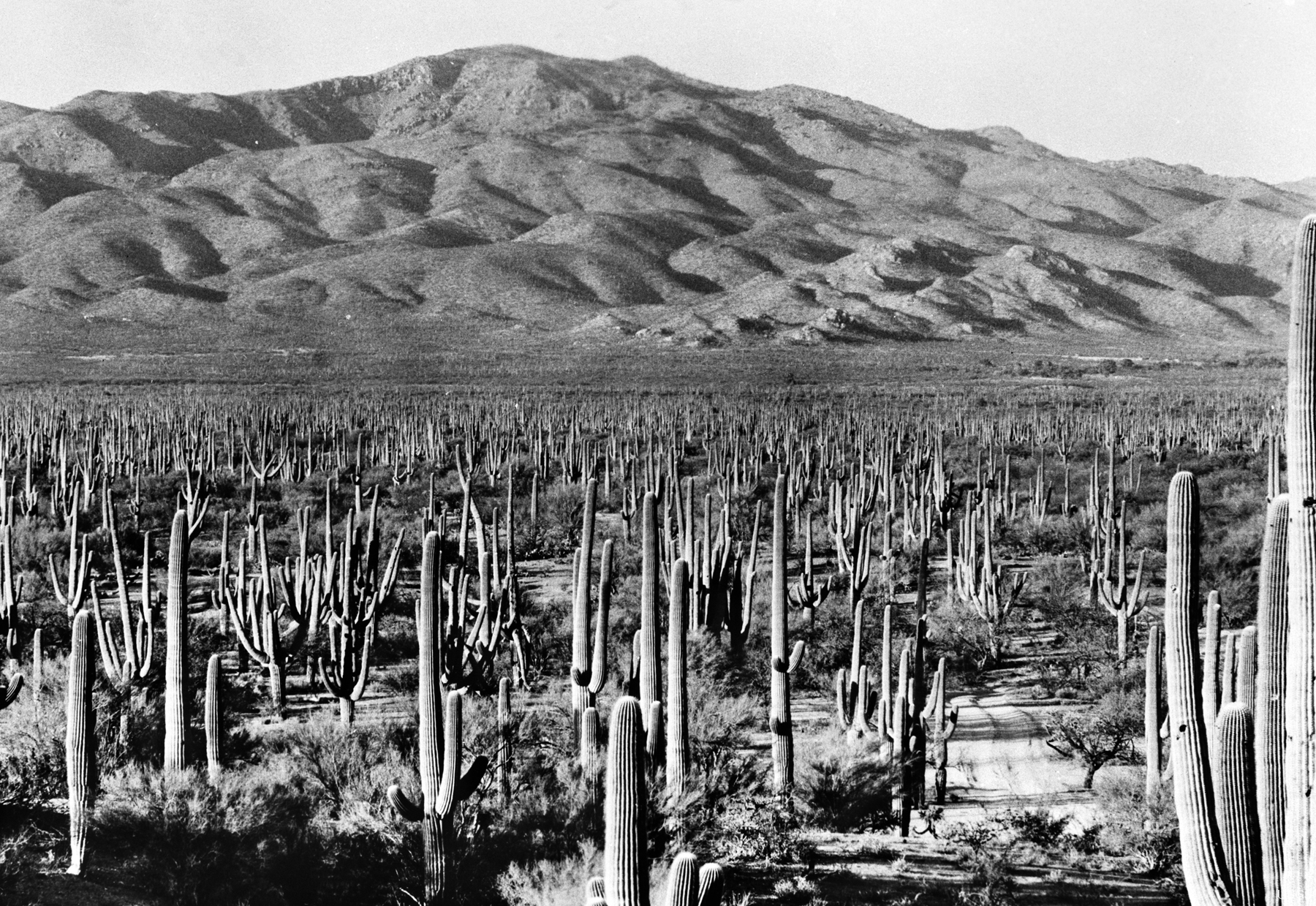
Saguaro National Park in het zuiden van Arizona circa 1935
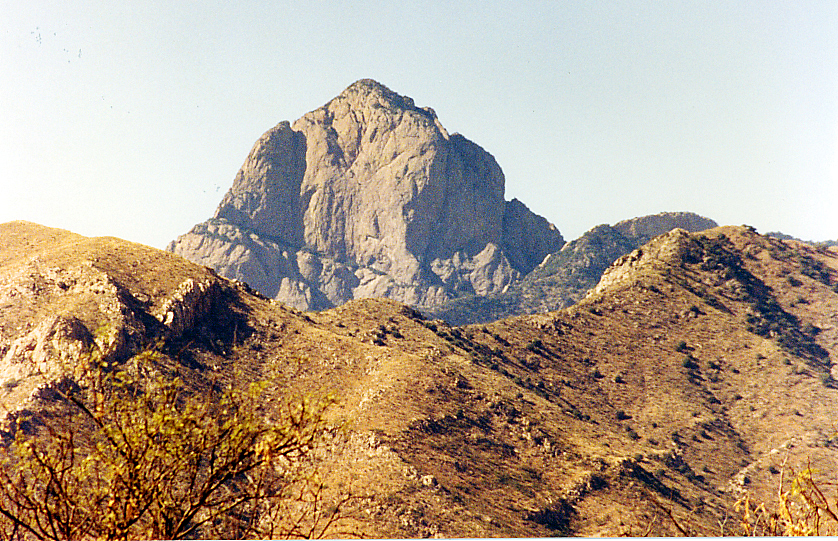
De Baboquivari
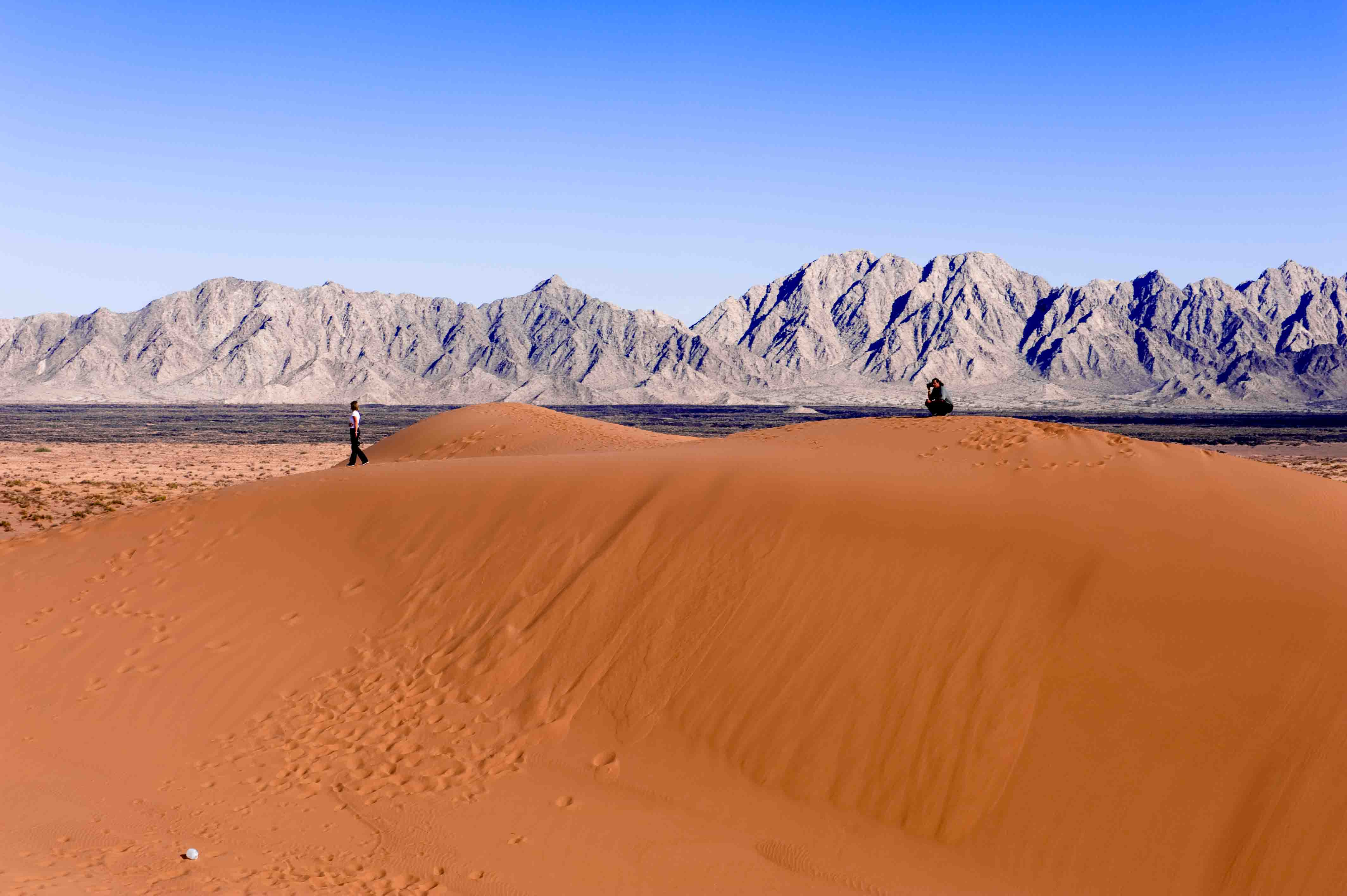
Zandduinen in El Pinacate y Gran Desierto de Altar Biosphere Reserve in het noordwesten van de staat Sonora (Mexico)
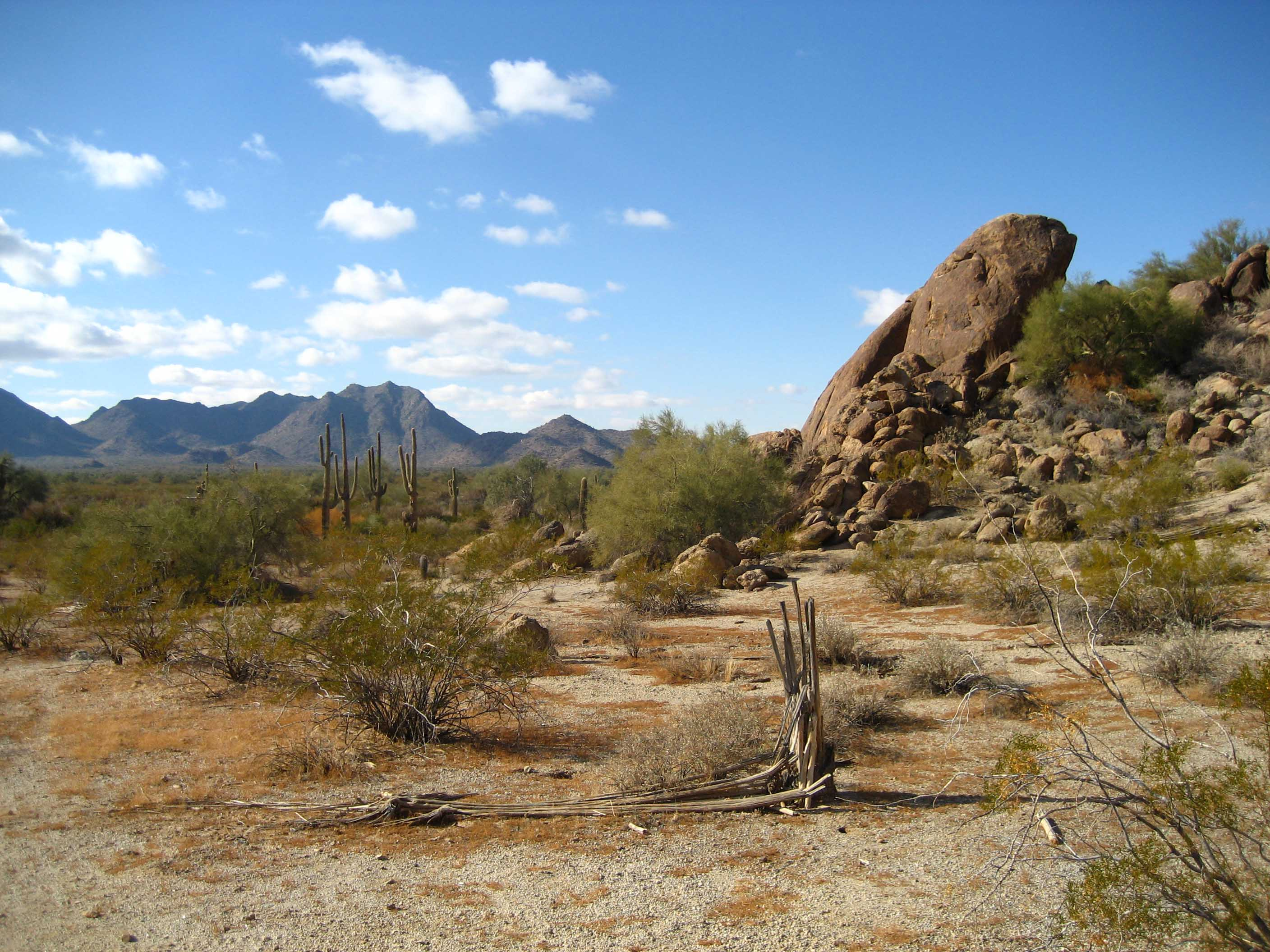
De Sonorawoestijn in de buurt van Maricopa, Arizona
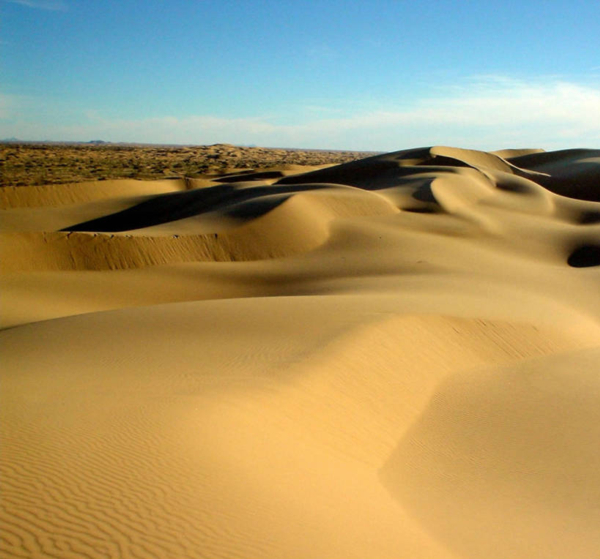
Zandduinen in de Gran Desierto de Altar, een subregio van de Sonorawoestijn
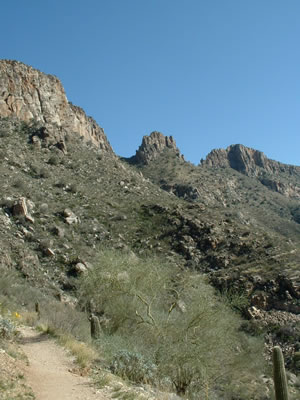
De Santa Catalina Mountains in de Sonorawoestijn nabij Tucson (Arizona)
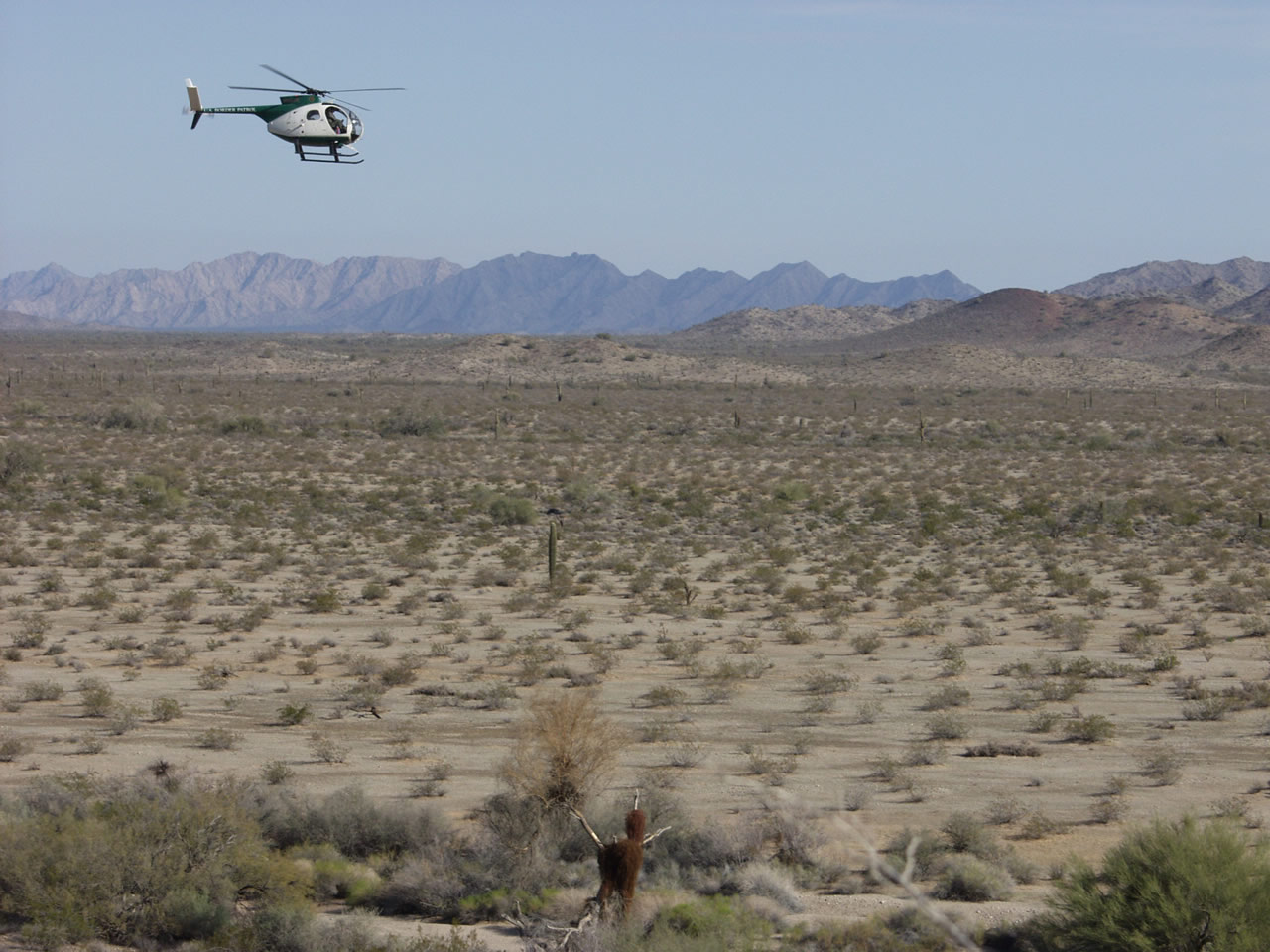
Een helikopter van de US Border Patrol langs El Camino del Diablo, een 400 kilometer lang pad in de Sonorawoestijn
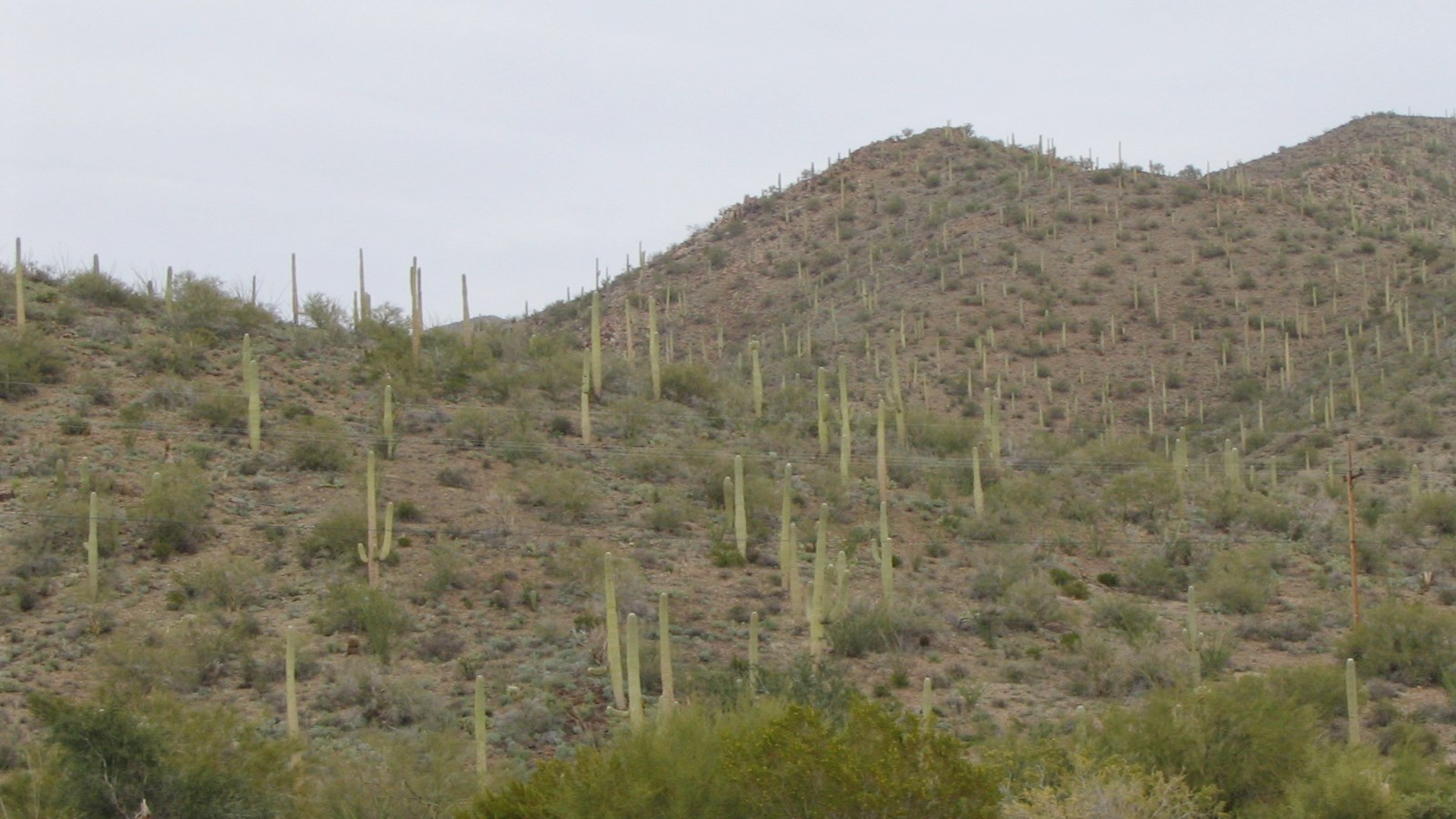
Een 'woud' van saguaro cactussen in de Tucson Mountains in Arizona
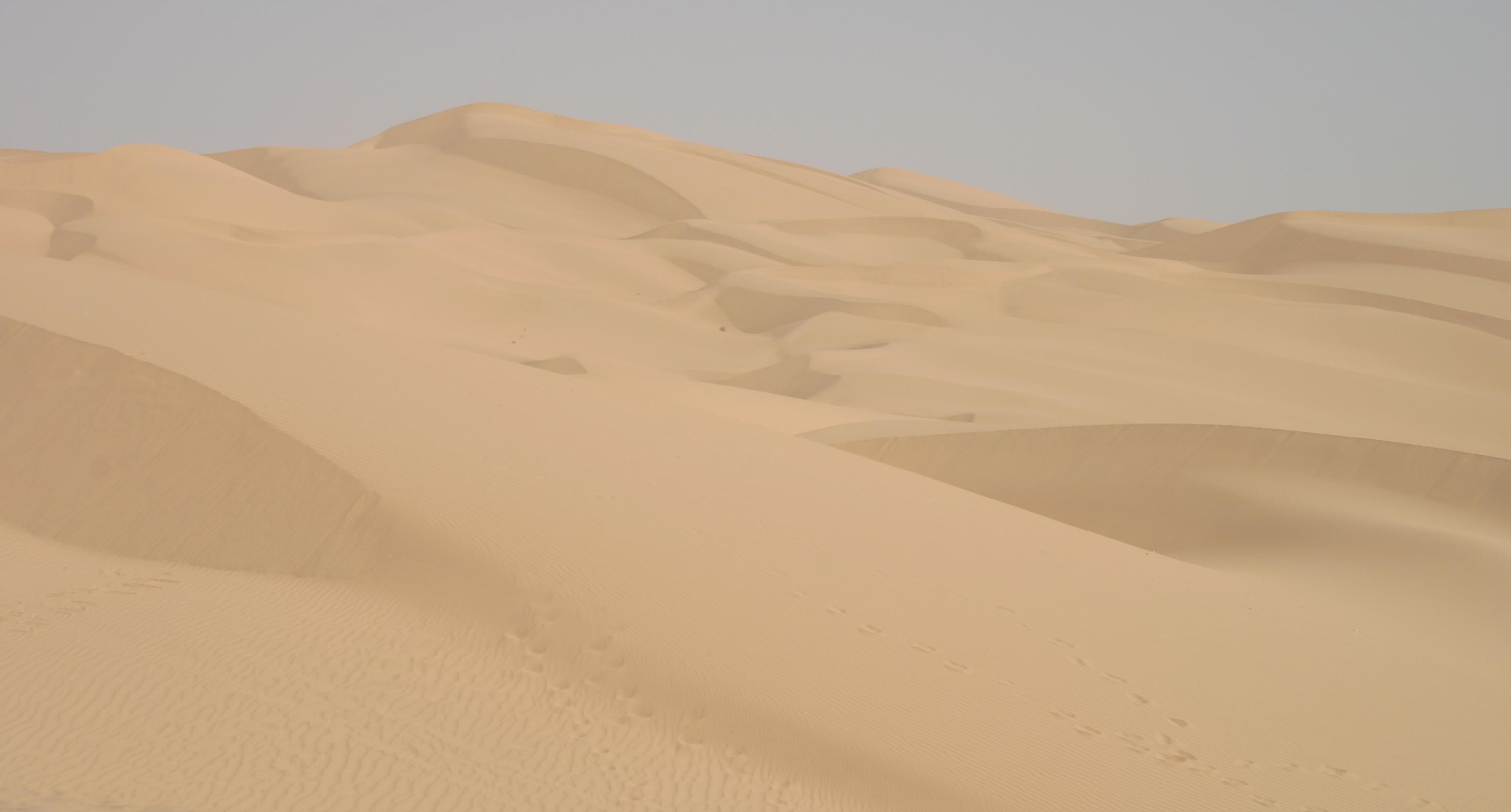
De Algodones duinen in zuidoostelijk Californië
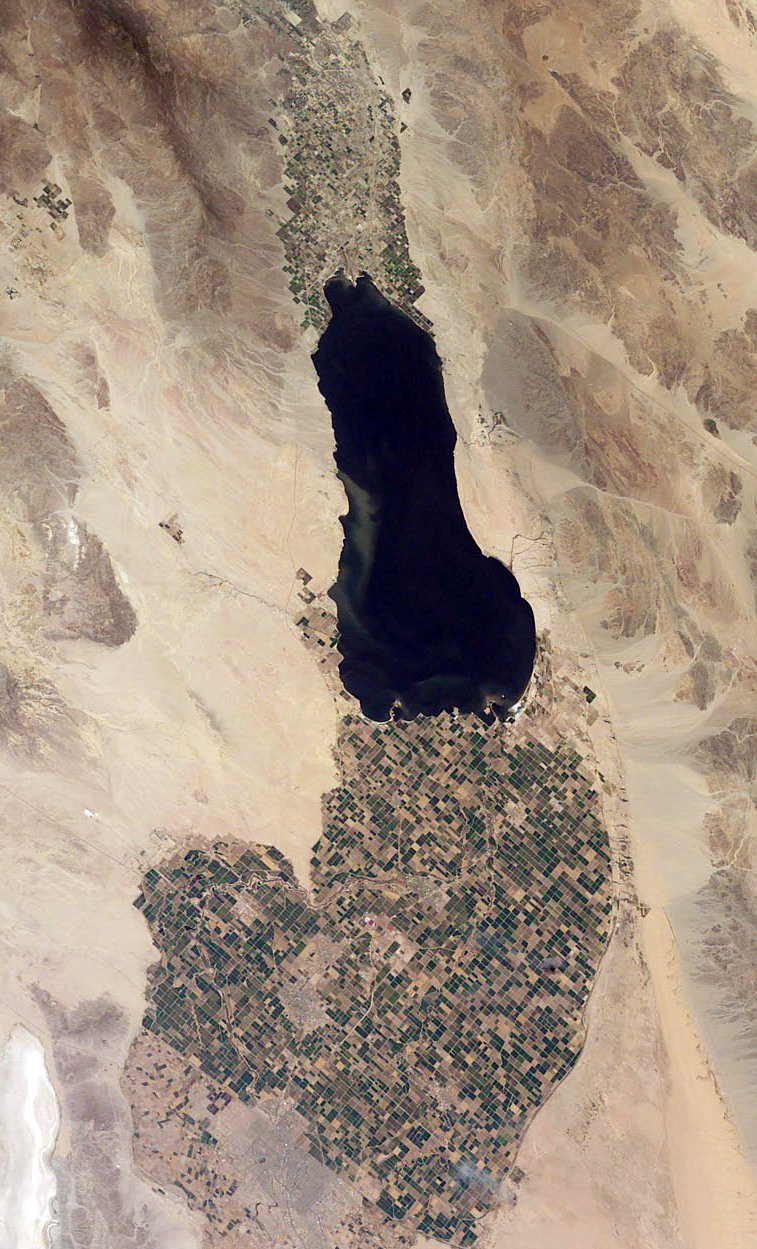
De Salton Sea vanuit de Space Shuttle
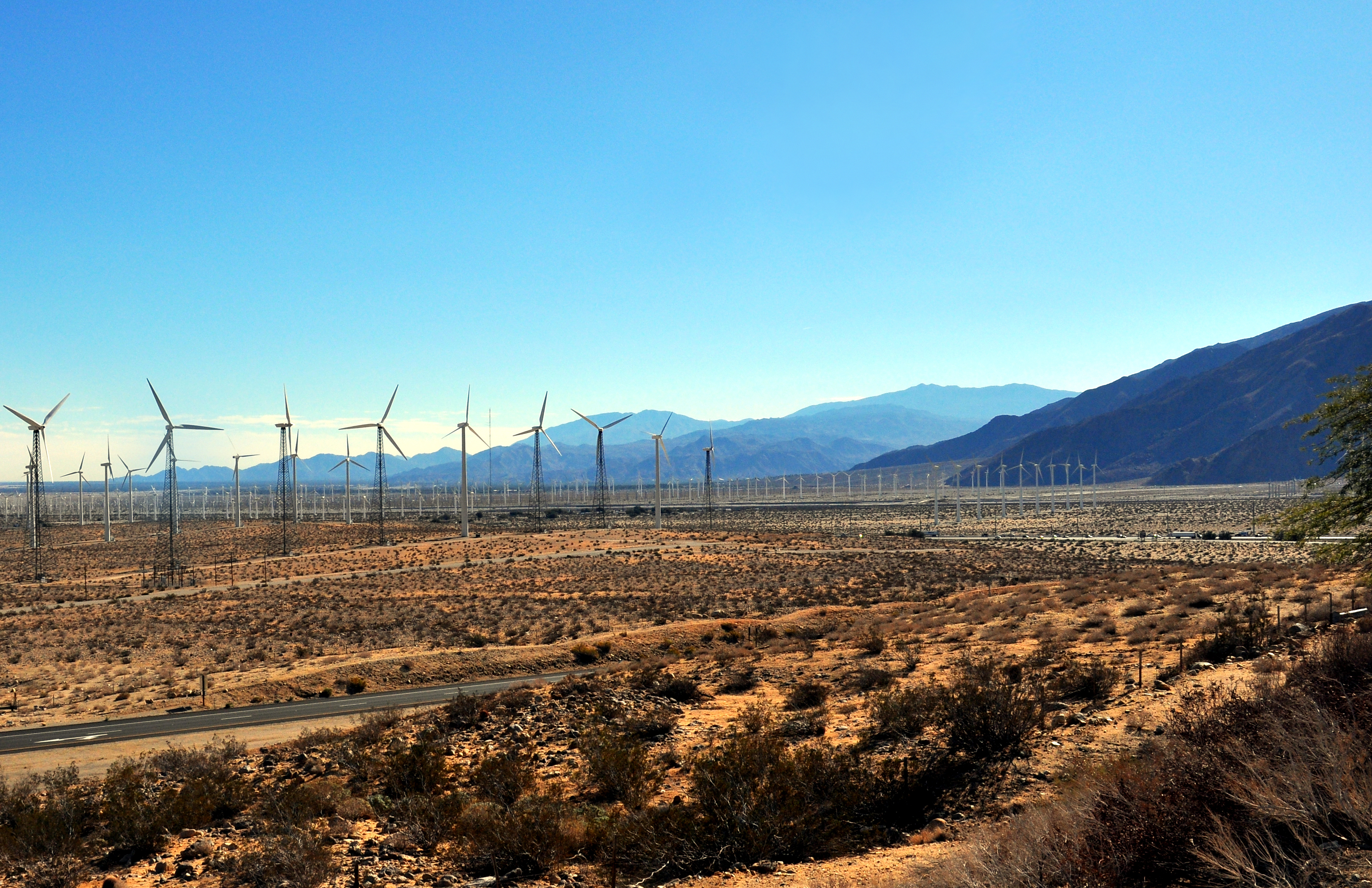
In de buurt van Palm Springs